# 玉有繁
玉有 繁（たまあり しげる、1947年10月12日 - ）は、日本の行政学者。元徳島文理大学総合政策学教授。京都大学法学部卒業。徳島県出身。

## 経歴
1970年、京都大学法学部卒業。同年に徳島県庁に入庁。企画調整部上席政策企画監兼政策調整課長等を歴任。
財団法人とくしま地域政策研究所常務理事を経て、2007年に徳島文理大学総合政策学部教授に就任。とくしま集落再生プロジェクト検討委員会座長、徳島県新しい公共支援事業運営委員会委員長等を歴任。

## 公式サイト
- 徳島文理大学